# Rödbenad eremitkräfta
Rödbenad eremitkräfta (Ciliopagurus strigatus) är en saltvattenlevande art av eremitkräfta som förekommer naturligt på Hawaii. Den hålles även i akvaterrarium.